# Вітаново
Вітаново (пол. Witanowo) — село в Польщі, у гміні Колчиґлови Битівського повіту Поморського воєводства.
Населення — 72 особи (2011).
У 1975-1998 роках село належало до Слупського воєводства.

## Демографія
Демографічна структура станом на 31 березня 2011 року:
|          | Загалом | Допрацездатний вік | Працездатний вік | Постпрацездатний вік |
| -------- | ------- | ------------------ | ---------------- | -------------------- |
| Чоловіки | 31      | 10                 | 20               | 1                    |
| Жінки    | 41      | 14                 | 20               | 7                    |
| Разом    | 72      | 24                 | 40               | 8                    |